# Darren Emerson
Darren Emerson (ur. 30 kwietnia 1971 w Hornchurch) – brytyjski klawiszowiec, kompozytor i DJ. Największe sukcesy odnosił jako członek zespołu Underworld (1990–2000). Współautor takich przebojów jak: „Dark & Long (Dark Train)” (1994) i „Born Slippy .NUXX” (1995), który znalazł się na ścieżce dźwiękowej filmu Trainspotting w reżyserii Danny’ego Boyle’a. Po 2000 roku prowadzi działalność solową. Założył i prowadzi dwie wytwórnie płytowe: Underwater Records i Detone Records.

## Życiorys i kariera muzyczna
Darren Emerson urodził się 30 kwietnia 1971 roku w Hornchurch. Mając 14 lat zajął się miksowaniem muzyki. Początkowo pozostawał pod wpływem hip-hopu, ale wkrótce zainteresował się muzyką house. W 1990 roku dołączył do zespołu Underworld, który przeżywał wówczas kryzys twórczy i miał kłopoty finansowe. Przystąpienie do zespołu zaproponował mu Rick Smith. Obecność Emersona zainspirowała zespół do zwrócenia się w stronę muzyki techno. Wraz z wydaniem albumu Dubnobasswithmyheadman Underworld stał się jednym z liderów muzyki elektronicznej. Swój komercyjny sukces utwierdził utworem „Born Slippy .NUXX” (1995), który znalazł się na ścieżce dźwiękowej filmu Trainspotting. Obok działalności w zespole Emerson dokonał również remiksów nagrań takich wykonawców jak Björk i The Chemical Brothers, wydał też solowe kompilacje miksów didżejskich (Cream Separates 01 z 1997 roku). Underworld przed 2000 rokiem był zespołem, który był w dużej mierze wypadkową działań swoich członków. Podczas gdy Rick Smith zapewniał techniczne zabezpieczenie, a Karl Hyde – teksty, pisanie piosenek i działał jako niezastąpiony frontman, to Darren Emerson wnosił klubowy image, którego brakowało Smithowi i Hyde’owi przed jego wstąpieniem. Wiosną 2000 roku Emerson opuścił Underworld. W komentarzu wygłoszonym tuż po rozstaniu się z zespołem powiedział:

Patrząc wstecz na ostatnie dziesięć lat, to było genialne. Było fantastycznie i zawsze dobrze się bawiliśmy, ale kiedy wróciłem z trasy w zeszłym roku, doszedłem do etapu, w którym miałem już dość.

W wywiadzie dla magazynu Muzik dodał:

Nie jestem wcale zgorzkniały. Zamierzam po prostu wyluzować i dobrze się bawić. Pracuję w studiu z kilkoma kolegami.

Pierwszym solowym dokonaniem Emersona był mix album nagrany podczas jego ostatniego didżejskiego występu w Ameryce Południowej, zatytułowany Global Underground 015: Uruguay i wydany 15 maja 2000 roku nakładem Boxed: Global Underground.
Emerson założył dwie wytwórnie płytowe: Underwater Records (w 1994) i cyfrową Detone Records (2012). W obu wypadkach wydaje pod ich szyldami produkcje własne oraz remiksy przyjaciół lub artystów poznanych po drodze, reprezentujących gatunki techno i house. 